# 루크 스웰
제임스 루서 "루크" 스웰(James Luther "Luke" Sewell, 1901년 1월 5일 ~ 1987년 5월 14일)은 미국의 전 프로 야구 선수이자 코치, 감독이다. 메이저 리그 베이스볼(MLB)에서 포수로 클리블랜드 인디언스, 워싱턴 세너터스, 시카고 화이트삭스, 세인트루이스 브라운스에서 뛰었다. 우투우타였으며, 선수 시절 당대 최고의 수비형 포수 중 하나로 이름을 날렸다.